# Maximilian Beschoren
Maximilian Beschoren (Eisleben, 6 de agosto de 1847 — 1887) foi um engenheiro, jornalista e meteorologista alemão.
Cursou a escola elementar em Eisleben e a secundária em Zwickau, completando os estudos ginasiais em Annaberg. Cursou depois engenharia em Dresden e Halle.
Terminados os estudos embarcou para o Rio Grande do Sul, trabalhando como engenheiro em Santa Cruz do Sul, Passo Fundo e Palmeira das Missões.
Colaborou no jornal Deutsche Zeitung com relatórios de viagem, enquanto utilizava o tempo livre com expedições no Alto Uruguai. Lá  estudava a geologia, geografia e botânica locais, dedicando-se principalmente ao estudo da meteorologia, sendo considerado o pioneiro no estudo da meteorologia no sul do Brasil.
Publicou seus trabalhos nas revistas Deutsche Rundschau für Geographie und Statistik, na Zeitschrift für Meteorologie de Viena e na Expert órgão da Sociedade de Geografia Comercial de Berlim, onde escreveu uma série de artigos sobre as Missões Jesuíticas.
Em 1886 preparava  Contribuição para o conhecimento da parte noroeste do Rio Grande do Sul.
Desempregado, doente e sem recursos, suicidou-se em 1887.

## Referência
- Revista Província de São Pedro, n.18., 1953. Edição Eletrônica